# Villa Aurelia (Rom)

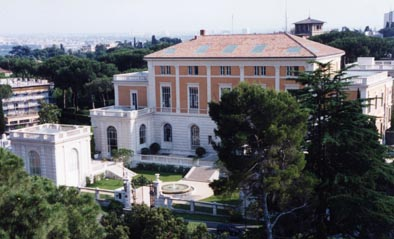
Villa Aurelia – American Academy in Rome

Das Casino del Giardino Farnese ist eine Villa auf dem Monte Gianicolo in Rom. 
Seit ihrer Errichtung durch Kardinal Girolamo Farnese hat sie mit ihren wechselnden Besitzern mehrmals den Namen gewechselt: Nach Villa Farnese, Villa Borbone, Villa Giraud, Villa Savorelli und Villa Heyland heißt sie heute Villa Aurelia und ist Eigentum und Sitz der American Academy in Rom.

## Geschichte
Das „Casino Farnese“ in Rom wurde von Girolamo Farnese jenseits des Tiber auf der Höhe des Gianicolo an der alten Aurelianischen Stadtmauer nahe der Porta San Pancrazio erbaut. Das Baugelände waren Weinberge in Familienbesitz. Das Haus über einem der alten Stadttürme dürfte zwischen 1650, als Farnese Kämmerer und Gouverneur von Rom wurde, und seiner Ernennung zum Kardinal 1667 durch Papst Alexander VII. errichtet worden sein. Der päpstliche Inspektor und Archivar Carlo Cartari verfasste eine genaue Beschreibung der Immobilie. Die „einfache Behausung des älteren Kardinal Farnese“ kostete 40.000 Scudi. Von den Fenstern des großen Salons im Obergeschoss reichte der Blick nördlich nach Sankt Peter und geradewegs in die Stadt hinunter. Vor dem großen Salon bestand eine lange, schmale, zur Porta San Pancrazio gerichtete Galerie. Cartari beschrieb auch die Dekoration der Innenräume, die unmöbliert waren und deshalb reich bemalt wurden. In den Stuckeinfassungen an den Wänden, Decken und in den Gewölben malten Carlo Cignani und Emilio Taruffi.
Nach dem Tod des letzten Herzogs von Parma 1731 fiel der Besitz der Familie Farnese an die Bourbonen in Neapel, die das Haus jedoch nicht selbst nutzten. Sie vermieteten das Gebäude an verschiedene Würdenträger, im Jahre 1774 an Ferdinando Graf Giraud. Nach dessen Tod folgte ein langwieriger Streit seiner Erben mit der Familie Bourbon über die Kosten für die Vermietung und die Erhaltung der Immobilie. 1841 kaufte die Familie Giraud für eine wegen Baufälligkeit niedrige Summe die Villa. Noch im selben Jahr veräußerten die Girauds das gesamte Anwesen an Alessandro Savorelli, den Grafen von Forlì. Er betrieb eine Kerzenfabrik auf dem Grundstück.
Während des französischen Invasion der römischen Republik 1849 wurde die Villa wegen ihrer vorteilhaften Lage als Hauptquartier von General Giuseppe Garibaldi verwendet und folglich stark bombardiert. Eine staatliche Entschädigung förderte Reparaturen am Bauwerk, die Ausbesserung der Südfassade und der Wendeltreppe. Nach Savorellis Tod im Jahre 1864 bekam die Villa neue Besitzer. Schließlich fiel sie an den Monte di Pietà, die katholische Kreditanstalt.

### American Academy in Rom
1885 erwarb Clara Jessup Heyland die Villa. Von ihr erbte die American Academy in Rome das Anwesen im Jahr 1909 und nannte es Villa Aurelia. Gleichzeitig erwarb sie mit Hilfe von J. P. Morgan, Jr. ein großes Stück Land in der Nähe der Porta San Pancrazio, um die Bildungseinrichtung zu erweitern. 1946 begann die Akademie mit Sanierungsarbeiten unter ihrem Direktor, dem Kunsthistoriker Laurance P. Roberts und dem Architekten Bruno Zevi.
Die Academy beherbergt heute Wissenschaftler und Künstler, die mit dem Rom-Preis der Akademie ausgezeichnet worden sind. Ausgezeichnet werden herausragende wissenschaftliche Arbeiten über klassische Altertumswissenschaft, Mittelalterliche Geschichte, Italianistik, Architektur, Design, Landschaftsarchitektur, Denkmalpflege sowie zeitgenössische Künstler, Literaten und Komponisten.